# خورخه ایلو
خورخه ایلو (انگلیسی: Jorge Aiello؛ زادهٔ ۲۷ نوامبر ۱۹۷۸) بازیکن فوتبال اهل آرژانتین است.